# Emú de Tasmània
L'emú de Tasmània (Dromaius novaehollandiae diemenensis) és una subespècie extinta d'emú. Habitava a Tasmània, on quedà aïllada a finals del Plistocè. A diferència d'altres tàxons insulars d'emú, com l'emú negre o l'emú de Baudin, la població de Tasmània era gran, de manera que no hi havia efectes significatius de població reduïda (deriva genètica) com en aquests altres tipus d'emú. Així doncs, l'emú de Tasmània no progressà fins al punt en què se'l consideraria una espècie diferent, i fins i tot el seu estatus de subespècie distinta és discutit, ja que les seves mesures es corresponen amb les dels emús del continent, i els trets externs utilitzats per distingir-lo (un coll blanc en lloc de negre, i sense plomes) també semblen estar presents, tot i que rarament, en alguns emús del continent. Avui en dia, només se'n coneixen subfòssils, i les pells que se'n tenien s'han perdut.

## Distribució i hàbitat
Hi ha moltes proves que suggereixen que els emús de Tasmània eren abundants a la terra de Van Diemen. La publicació de John Latham de 1823 esmenta les observacions de Charles Jeffrey on afirma que les multituds d’emús eren habituals i que una manada estaria formada per setanta o vuitanta ocells. El Sydney Gazette el 1803 va publicar una imatge del paisatge de la terra de Van Diemen, quan va informar de l'arribada del tinent Bowen a Lady Nelson: "a prop del poblat hi ha abundància d'emús, grans cangurs i cignes". El 1804, es va informar que l'expedició de David Collins va trobar que "l'emú [és] abundant". El 1808 el topògraf George Harris va viatjar des de la ciutat de Hobart a Launceston i va escriure que el seu grup recorria "el país més bo del món ... les quantitats de cangurs, emús i ànecs salvatges que vam veure ... [era] increïble". La relació sostenible dels aborígens de Tasmània amb l'emú també suggereix que la població d’emús era significativa. Els indígenes utilitzaven una substància anomenada ‘patener’. Aquest ungüent es feia a partir d’un metall mòlt barrejat amb greix / oli d’emú i s'utilitzava per marcar-ne el cap i el cos. El 1831, Robinson va descriure un habitatge aborigen, afirmant que el sòl que hi havia davant d’aquest habitatge estava espessament arrebossat amb les plomes de l'emú i que els ossos de l'ocell senyorial ... cobrien el terra, que els indígenes havien trencat a trossos. obtenir la medul·la per untar el cap i el cos.